# Mitchell Corporation
Mitchell Corporation (株式会社 ミッチェル) es un desarrollador de videojuegos japonés con sede en Suginami, Tokio. Su presidente es Roy Ozaki, y Koichi Niida su vicepresidente. La empresa fue fundada originalmente el 1 de febrero de 1960 como un negocio de importación y exportación por el padre de Roy Ozaki. Ozaki y Niida se hizo cargo de la empresa y comenzó a actuar como agente exclusivo en el extranjero de las compañías de videojuegos tales como Visco, Video System, Seta, Metro, Home Data y otros pequeños fabricantes de videojuegos en la década de 1980. 
Mitchell Corporation desarrolla títulos para consolas domésticas, portátiles y teléfonos móviles. La compañía también desarrolla videojuegos para otras editoriales. 
Mitchell Corporation es conocido por ser el desarrollador de juegos de Puzz Loop. Su copyright y registro fue establecido en diciembre de 1999. El mismo año fue lanzado al mercado internacional de máquinas recreativas. Antes de esto, se desarrolló la famosa serie de juegos de PANG! conocido en América como Buster Bros y distribuido por Capcom. 
Puzz Loop fue lanzado por primera vez en América del Norte, así como en Europa, bajo el título "ballistic" para la PlayStation original y la consola portátil Game Boy Color. Infogrames publicó las versiones de PlayStation y Game Boy Color en América del Norte a finales en 1999, mientras que THQ publicó estas mismas versiones en Europa. Capcom publicó las dos versiones para el mercado japonés bajo el título original Puzz Loop en el año 2000. 
Nintendo of America publicó Puzz Loop para la consola Nintendo DS bajo el título "Magnetica" el 5 de junio de 2006. Una versión de cuatro jugadores, titulado "Magnetica Twist" fue lanzado dos años más tarde en el servicio WiiWare.

## Juegos

### Arcade
- Chatan Yarakuu Shanku - The Karate Tournament
- Buster Bros
- Super PANG!
- PANG! 3
- Mighty! PANG
- Funky Jet
- Poker Ladies
- Charlie Ninja
- Puzz Loop
- Puzz Loop 2 (Sólo en Japón)
- Osman
- Lady Killer (1993)

### Game Boy Advance
- Polarium Advance (Publicado por Nintendo en Japón y Europa y Atlus en USA)

### Game Boy Color
- Ballistic  (Publicado por Infogrames/Lanzado en noviembre de 1999 en América del norte)

### NeoGeo Pocket Color
- Ballistic

### Nintendo DS
- Magnetica
- Polarium [Chokkan Hitofude en Japón]
- Sujin Taisen: Number Battles
- Pang: Magical Michael

### Nuon
- Ballistic

### PlayStation
- Ballistic  (Publicado por Infogrames/Lanzado en noviembre de 1999 en América del norte)
- Buster Bros. Collection

### Super NES
- Super Buster Bros.

### WiiWare
- Magnetica Twist  (Lanzado el 30 de junio en 2008)